# Jornal de Ciências Matemáticas, Físicas e Naturais
O Jornal de Ciências Matemáticas, Físicas e Naturais, ou como então se grafava o Jornal de Sciencias Mathematicas, Physicas e Naturaes, foi uma publicação da Academia Real das Ciências de Lisboa, na qual publicaram os principais cientistas portugueses das áreas das ciências exactas e naturais.